# Compuesto de dos tetraedros

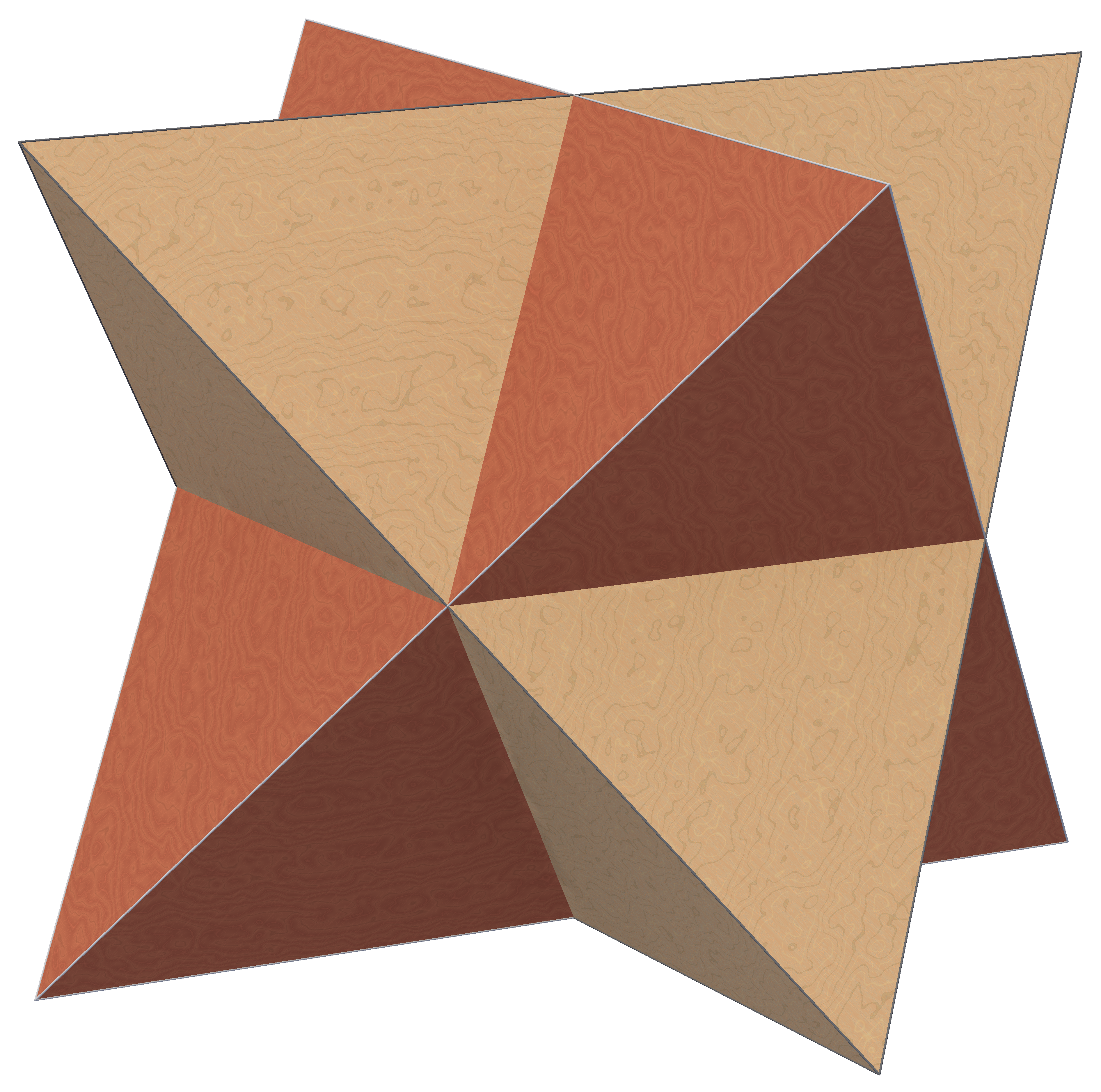
Pareja de tetraedros duales

En geometría, un compuesto de dos tetraedros se construye mediante dos tetraedros superpuestos, considerándose de forma general tetraedros regulares.

## Octaedro estrellado
Solo hay un compuesto poliédrico uniforme, la estrella octángula u octaedro estrellado, que tiene simetría octaédrica, de orden 48. El núcleo de la estelación es un octaedro regular y comparte sus 8 vértices con su cubo envolvente.
Si los cruces de aristas se trataran como vértices propios, el compuesto tendría una topología de superficie idéntica a la del rombododecaedro. Si los cruces de caras también se consideraran aristas propias, la forma se convertiría efectivamente en una triaquisoctaedro no convexo.
| Un tetraedro y su tetraedro dual | La intersección de ambos sólidos es un octaedro, y su envolvente convexa es un cubo |

| Proyecciones ortogonales según diferentes ejes de simetría | Si los cruces de aristas fueran vértices, el poliedro esférico resultante sería el mismo que el de un rombododecaedro |

## Construcciones de simetría inferior
Hay variaciones de simetría más bajas en este compuesto, basadas en formas de menor simetría del tetraedro.
- Un facetado de un cuboide, creando compuestos de dos disfenoides tetragonales o rómbicos, con un  núcleo bipiramidal o romboédrico. Este es el primero en un conjunto de compuesto de dos antiprismas uniformes.
- Una facetado de un trapezoedro trigonal genera un compuesto de dos pirámides triangulares rectas con un núcleo octaédrico. Este es el primero de un conjunto de compuestos de dos pirámides posicionadas con simetría central una respecto de la otra.

| D4h, [4,2], orden 16                                            | C4v, [4], orden 8            | D3d, [2+,6], orden 12                                                       |
| --------------------------------------------------------------- | ---------------------------- | --------------------------------------------------------------------------- |
| · Compuesto de dos disfenoides en un prisma cuadrado · ß{2,4} o | Compuesto de dos disfenoides | Compuesto de dos pirámides triangulares rectas en un trapezoedro triangular |

## Otros compuestos
Si a dos tetraedros regulares se les da la misma orientación en el eje de 3 lóbulos de simetría, se forma un compuesto diferente, con D3h, simetría [3,2], orden 12.
Se pueden elegir otras orientaciones como dos tetraedros dentro de un compuesto de cinco tetraedros o de un compuesto de diez tetraedros, el último de los cuales se puede ver como una pirámide hexagrámica: